# Saul Bellow
Saul Bellow (Montréal, 1915. június 10. – Brookline, Massachusetts, 2005. április 5.) Nobel-díjas amerikai regényíró.

## Élete
1915-ben született Montréal egyik külvárosában orosz bevándorlók negyedik, legfiatalabb gyermekeként. Nagyon büszke volt arra, hogy testvérei közül ő volt az egyetlen, aki már Amerikában született. Édesanyja mélyen vallásos volt, gyermekét is a zsidó hitben nevelte: rabbinak vagy hegedűművésznek szánta.
Kilencéves volt, amikor szüleivel átköltözött Chicagóba, abba a városba, amely testileg-lelkileg otthonává vált. Az egyetemet is itt végezte szociológia-antropológia szakon.
A harmincas évek vége felé költözött New Yorkba. Eleinte kevés sikerrel írt, közben könyveket szemlézett. A második világháború kitörésekor sérve miatt leszerelték, később a kereskedelmi flottához csatlakozott, majd 1948-ban Párizsba utazott, s körbejárta egész Európát. Élményei, életének alakulása forrásként szolgált munkáihoz.
Írói pályafutásának csúcsát 1976-ban érte el, amikor a Svéd Királyi Akadémia Irodalmi Nobel-díjjal jutalmazta a Humboldt adománya című regényéért.
1993-ban Chicagóból Bostonba költözött, és John Silber rektor meghívására a Bostoni Egyetemen kezdett tanítani.
Két hónappal a 90. születésnapja előtt, 2005. április 5-én hunyt el otthonában.

## Művei
Művei önéletrajzi elemekben gazdagok; filozófiai, intellektuális kérdéseket boncolgatnak. Regényeinek fő tematikája a zsidó értelmiség asszimilációs nehézségeiből ered.

### Regényei
- 1944 Dangling Man (A levegőben lógó ember)
- 1947 The Victim (Az áldozat)
- 1953 The Adventures of Augie March (Augie March kalandjai)
- 1956 Seize the Day (Napjaid gyümölcse)
- 1959 Henderson, the Rain King (Henderson, az esőkirály)
- 1964 Herzog
- 1970 Mr. Sammler´s Planet (Sammler bolygója)
- 1975 Humboldt´s Gift (Humboldt adománya)
- 1982 The dean´s december (A dékán decembere)
- 1984 Him With His Foot In His Mouth (Késő bánat)
- 1987 More Die of Heartbreak (Több életet olt ki a bánat)
- 1989 A Theft – The Bellarosa Connection (A smaragdgyűrű – A Bellarosa-kapcsolat)
- 1997 The Actual (Ez van)
- 2000 Ravelstein

## Magyarul
- Herzog; ford. Balabán Péter, utószó Szőllősy Klára; Európa, Bp., 1967
- Henderson, az esőkirály. Regény; ford. Bányay Géyza; Európa, Bp., 1970
- Mr. Green nyomában (elbeszélés); in: Portyázás Harlemben; ford. Balabán Péter; Európa, Bp., 1977
- Napjaid gyümölcse; ford. Balabán Péter; Magvető, Bp., 1980 (Rakéta Regénytár)
- Augie March kalandjai. Regény, 1-2.; ford. Dezsényi Katalin; Európa, Bp., 1982
- Késő bánat. Elbeszélések; ford. András T. László et al.; Európa, Bp., 1988
- A smaragdgyűrű; ford. Görög Lívia; Fabula, Bp., 1994
- Ez van; ford. Dezsényi Katalin; Park, Bp., 2000
- Ravelstein; ford. Dezsényi Katalin; Park, Bp., 2003
- Sammler bolygója; ford. Dezsényi Katalin; Park, Bp., 2012

## Díjai
- 1954, 1965, 1971 – Nemzeti Könyvdíj (USA)
- 1976 – Irodalmi Nobel-díj
- 1976 – Pulitzer-díj
- 1990 – Az amerikai irodalomhoz való kimagasló hozzájárulásért járó medál